# 飓风海伦妮
飓风海伦妮是2024年大西洋颶風季第八個命名的熱帶氣旋、第五個飓风和第二個大型飓风（萨菲尔-辛普森飓风风力等级中的三級及以上颶風）。海伦妮于2024年9月下旬袭击美国东南部，造成了大面积破坏和大量人员死亡，是截至2024年影響佛罗里达大弯地区的最强飓风，也是自2017年飓风玛丽亚以来最致命的大西洋飓风，以及2005年飓风卡特里娜以来袭击美国本土最致命的飓风。
海伦妮于9月22日在西加勒比海地區附近生成为一个广阔低压系统。9月24日，热带扰动升级为热带风暴，并接近尤卡坦半岛，美国国家飓风中心将其命名为海伦。在天气条件下导致气旋增强，并于9月25日清晨发展为飓风。海伦于次日穿越墨西哥湾时，其强度更加明显，并快速增强，于9月26日晚上达到四级强度。9月26日晚，海伦以最高强度在佛罗里达州大弯地区佩里附近登陆，最大持续风速为140英里/小时（220 公里/小时）。海伦迅速向内陆移动，随后减弱，于9月27日在田纳西州上空减弱为后热带气旋。风暴随后在该州上空停滞，并于9月29日消散。
在飓风海伦妮登陆美國之前，由于预计其将产生重大影响，佛罗里达州和喬治亞州州长已宣布所在的州进入紧急状态。包括沿海地区出现极高的风暴潮，远至亚特兰大的内陆地区出现飓风级阵风。由于海伦妮的快速移动，飓风警告也延伸至内陆地区。海伦妮引发了灾难性的降雨引发的洪水，尤其是在北卡罗来纳州西部、田纳西州东部和弗吉尼亚州西南部，并引发了多次龙卷风。海伦妮还淹没坦帕湾，打破了该地区的风暴潮记录。截至11月28日，海伦妮已造成至少234人死亡和1200亿美元的损失。

## 气象历史
9月17日，美国國家颶風中心预测西加勒比海可能有热带气旋生成。在一个广泛的季风低压系统中美洲环流和马登-朱利安振荡相互作用下，从东太平洋延伸到西加勒比海的大规模气旋气流逐步增强，也为热带气旋的形成提供了有利条件。9月22日，西加勒比海地区形成了一片广阔的低压区。随着系统穿过有利于热带气旋发展的环境，与扰动相关的阵雨和雷暴逐渐巩固。由于该系统即将登陆，因此于9月23日被指定为九号潜在热带气旋。9月24日，空军预备队飓风猎人飞机发现该系统的飞行高度风速为52英里每小時（84每小時），并且中心已经更加清晰；美国国家飓风中心因此在协调世界时15:00将系统升级为热带风暴，并被正式命名为海伦妮。该系统持续增强，美国国家海洋和大气管理局和空军预备队飓风猎人发现海伦妮的最大风速已增至80英里每小時（130每小時）。因此，美国国家飓风中心于9月25日协调世界时15:00将该系统升级为飓风，当时海伦妮正在向北转向并进入墨西哥湾。其西侧的高空低压槽和位于美国东南部的高压脊均将气旋引向美国墨西哥湾沿岸。海伦妮是一个强大的气旋，国家飓风中心在多次预测讨论中指出，预测的风暴半径“与类似纬度的飓风大小相当”。
由于规模广阔且受西面较干燥空气的影响，海伦妮的强度保持了一段时间的稳定，之后迅速恢复，并在9月26日清晨开始快速增强，得益于中低层风切变、高相对湿度值以及环流附近超过30 °C（86 °F）的海面温度，风眼亦逐渐形成，于协调世界时12:00达到2级强度。随后飓风猎人发现海伦迅速增强，至协调世界时18:25成为大型飓风，四小时后增强为四级飓风。飓风在当晚晚些时候达到最高强度，最大持续风速为每小时140英里（220公里），最低气压为938毫巴（27.70英寸汞柱），于协调世界时9月27日3:10在佛罗里达州大弯地区佩里西南偏西约10英里（16）的奥西拉河中心以东登陆，成为袭击佛罗里达州大弯地区的最强飓风。风暴向内陆移动时迅速减弱，到次日协调世界时05:00进入佐治亚州时，已减弱为2级飓风。海伦妮在数小时后进一步减弱，在佐治亚州中东部上空降级为热带风暴。之后在田纳西州库克维尔东北部的肯塔基州和田纳西州边界附近减弱，降级为热带低压。在残余影响下，海伦妮于9月29日消散。
10月9日，世界天气归因组织的研究人员“高度确信”海伦妮飓风因气候变化而恶化。在一项科学评估中，研究人员发现海伦飓风的降雨量增加10%，风速增加每小时13英里，并且由于气候变化，水温升高了2.3华氏度，从而吸收能量。风速增加每小时13英里意味着风速增加11%，而当风速增加5%时，飓风造成的破坏就会增加50%，气候变化使飓风造成的破坏增加两倍多。劳伦斯伯克利国家实验室的研究人员发现，在佐治亚州和北卡罗来纳州的部分地区，气候变化使风暴带来的降雨量增加50%以上。

## 灾前准备

### 墨西哥
尤卡坦半岛于9月24日发布了热带风暴警告。金塔纳罗奥州与尤卡坦州部分地区发布了蓝色警报，后续逐步升级为最高级别红色警报并实施停课。24、25日的进港邮轮均被取消。玛雅铁路亦被关闭。穆赫雷斯岛启用两个避难中心，部分危险地区则进行了人员疏散。奥尔沃克斯岛的游客则有免费渡轮疏散至陆地。金塔纳罗奥州各学校均采取停课措施。

### 加勒比岛屿

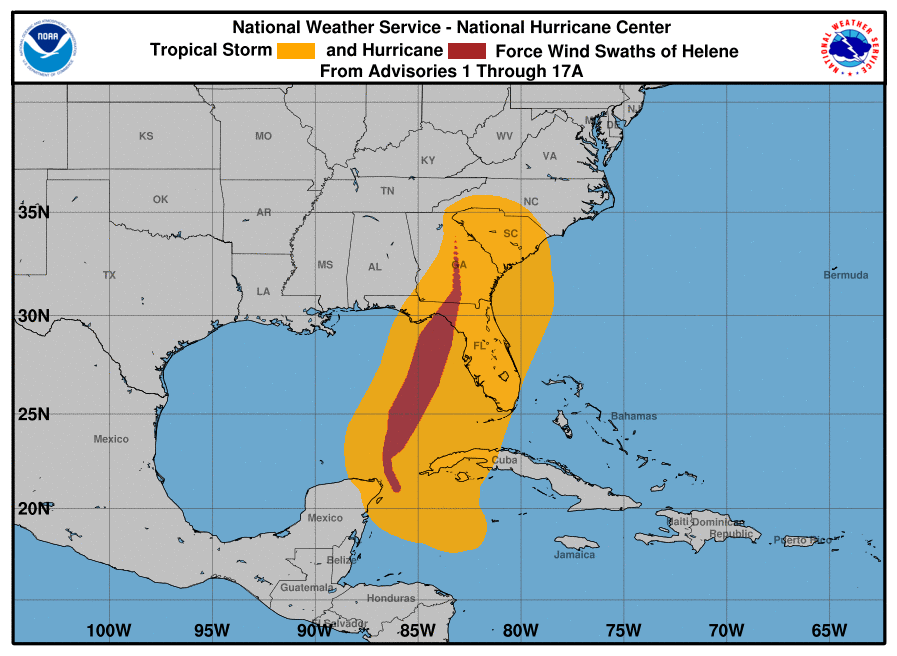
受飓风海伦妮的热带风暴和飓风风场影响的区域

#### 开曼群岛
9月24日，开曼群岛发布热带风暴警告。开曼群岛红十字会为防范风暴开放了避难所，但无人使用。大开曼岛和开曼布拉克岛开放沙袋站。由于暴雨威胁，开曼群岛的学校于9月23日关闭。查尔斯柯克康奈尔国际机场和歐文·羅伯茨國際機場在海伦妮登陆前关闭。开曼群岛军团在风暴来临前已部署，协助准备和分发沙袋。此外在9月23日，开曼群岛发布小型船只警告，次日发布海洋警告。而热带风暴警告于次日取消。

#### 古巴
古巴西部发布热带风暴警告和飓风预警。医疗队为洪水易发地区做好准备；随着当地开始出现大雨，学校和港口关闭，渔船也被迫进港。由于飓风海伦妮造成的恶劣天气，哈瓦那省运输公司暂停雷格拉的渡轮服务。此外，古巴海事局暂停巴塔瓦诺湾的航行。

### 美國
由於受到風暴的影响，美鐵修改或取消了9月27日至10月1日期間的幾條美國東南部列車路線。

#### 佛罗里达州

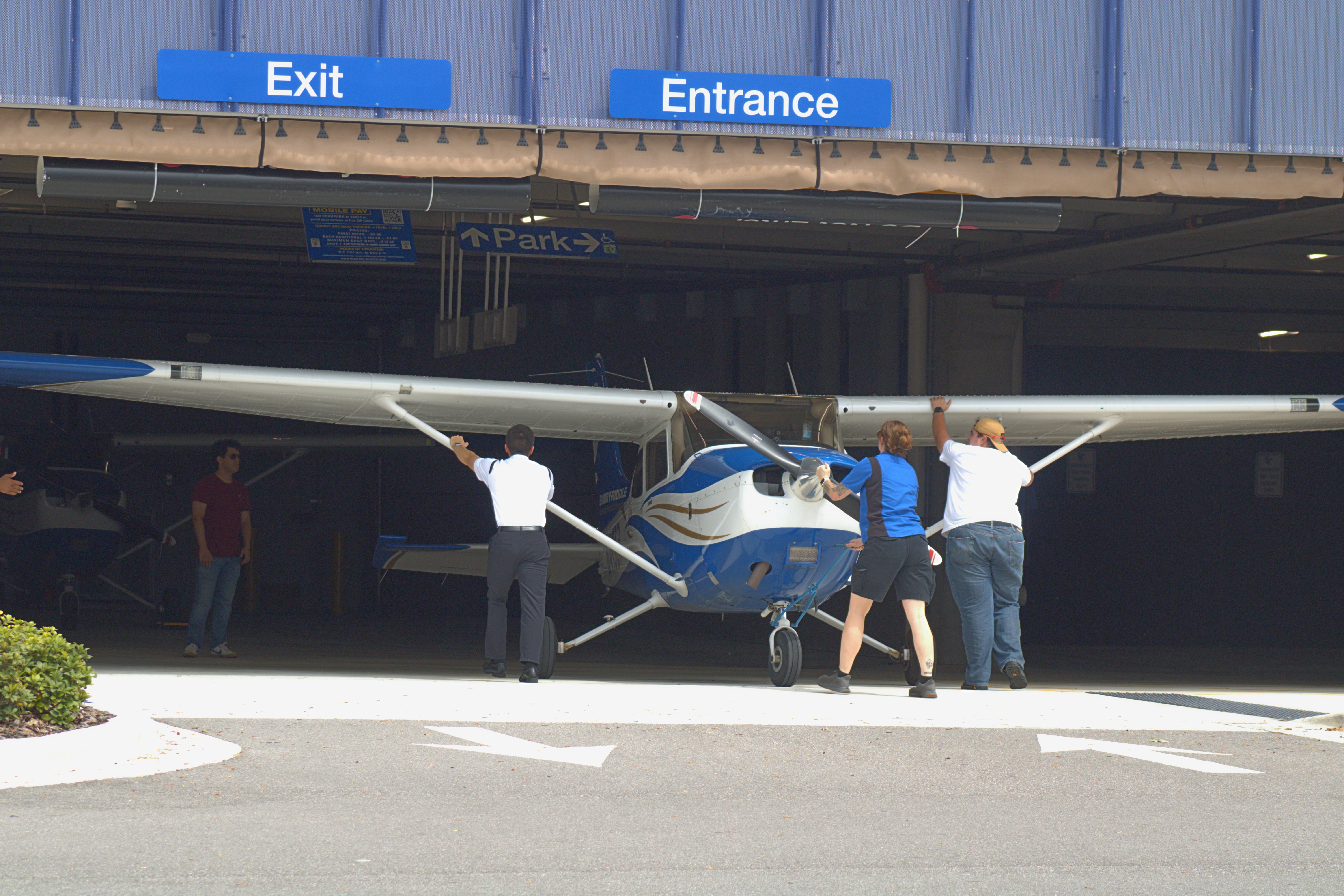
位于佛罗里达州代托纳比奇的安柏瑞德航空大学将部分塞斯纳172飞机停放在专门建造的停车场，以应对飓风海伦妮

佛罗里达州大弯地区发布飓风警告，除佛罗里达狭地最西端外，佛罗里达州几乎全境均发布热带风暴警告。此外，9月26日晚，佛罗里达狭地东部发布极端大风警告，是自飓风伊达利亚以来的首次警告。9月23日，州长罗恩·德桑蒂斯宣布佛罗里达州41个县进入紧急状态。次日，紧急状态范围扩大到61个县。美国总统乔·拜登授权对佛罗里达州61个县发布联邦灾难声明。沃卢西亚县宣布进入紧急状态。全州多个沙袋站同时开放。数个州立公园于9月24日关闭，其中四个在富兰克林县，两个在湾县，一个在加兹登县。
在坦帕湾区，当地政府宣布学校将在风暴来临前关闭。佛罗里达农工大学与阿拉巴马农工大学之间的大学橄榄球比赛原定于9月28日至29日的周末举行，但因风暴推迟至11月29日举行。杰克逊维尔佛罗里达州立学院内的课程和活动因风暴被取消两天。SpaceX载人9号任务原定于9月26日从卡纳维拉尔角太空军基地发射，因风暴原因推迟至9月28日。中佛罗里达州动物园和植物园计划于9月26日关闭，并取消了当日的活动。
由于海伦妮的影响，米奇的不太恐怖万圣节派对被取消，奥兰多海洋世界、华特迪士尼世界内的其他一些景区以及奥兰多环球影城也关闭或更改了营业时间。环球影城万圣节恐怖夜被取消。中佛罗里达大学、安柏瑞德航空学院、佛罗里达大学、佛罗里达农工大学、佛罗里达大西洋大学、佛罗里达湾岸大学、佛罗里达州立大学、凯泽大学、林恩大学、北佛罗里达大学、南佛罗里达大学和斯泰森大学宣布关闭校园并暂停学术活动。莱昂县开放学校作为避难所。
9月24日，锡特勒斯县下令强制疏散A区，包括克里斯特尔里弗和霍莫薩薩社区的沿海地区。沃库拉县下令所有居民和访客强制疏散；赫尔南多县下令强制疏散19号美国国道以西的任何人、所有沿海或低洼地区的居民和居住在活动房屋中的居民。沃库拉县的两所监狱共关押了2,500名囚犯，尽管已向居民发出疏散命令，但监狱并未疏散。湾县下令强制疏散所有访客。夏洛特县和富兰克林县下令强制疏散障壁岛、低洼和洪水易发地区、活动房屋和不符合建筑规范的房屋。萨拉索塔县官员于9月25日下令疏散 A级和活动房屋社区。
坦帕湾布希花园、圣彼得堡清水国际机场和坦帕国际机场于9月26日关闭。塔拉哈西国际机场也于同日关闭。

#### 佐治亚州
佐治亚州海岸发布热带风暴警告。另外，佐治亚州西南部发布飓风警告，范围向北延伸至斯波尔丁县，佐治亚州所有热带风暴预警均被热带风暴警告所取代，范围向北延伸至田纳西州和佐治亚州边界。桃树城的国家气象局误将本应是热带风暴警告的杰克逊县发布为飓风警告。

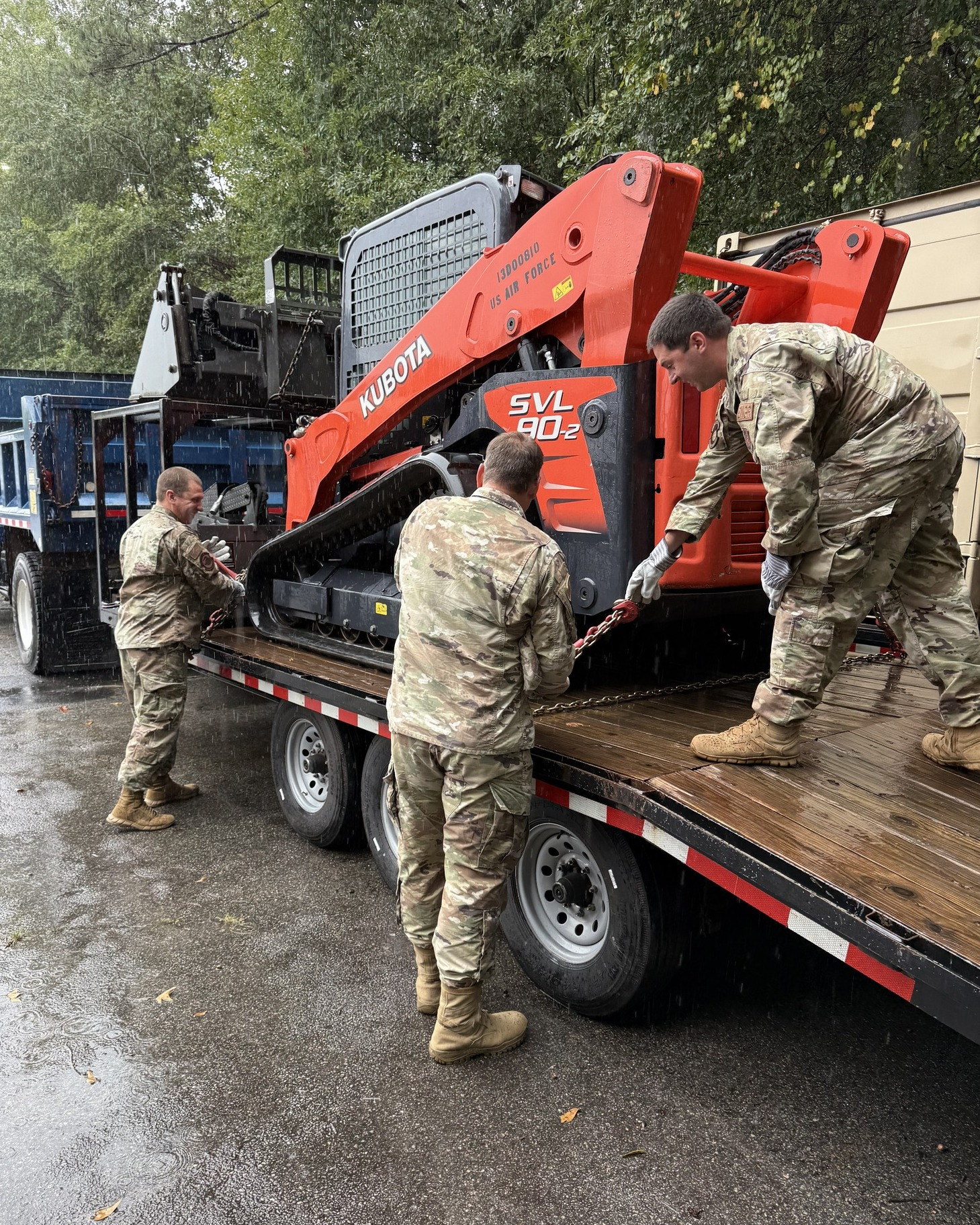
佐治亚州国民警卫队为飓风到来前做准备

此外，9月26日晚间，佐治亚州南部部分地区（包括瓦尔多斯塔）发布极端大风警告。9月24日，为应对海伦妮飓风，布赖恩县、坎德勒县和查塔姆县的官员开始动员紧急响应中心。科尔奎特县、托马斯县和迪凯特县开放避难所。同日，州长布莱恩·坎普宣布，因海伦妮飓风预计将进入佐治亚州，该州进入紧急状态。托马斯县公共工程部开始为风暴提供沙袋。
9月25日，比布县和特维格斯县的学校停课。亚特兰大都会区的多数学校（如亚特兰大公立学校）取消9月26日和27日的教学，一些县将学生和非必要工作人员转移到线上授课。一些学校还举办了数字学习日，例如格威内特县公立学校在26日举办了数字学习日，27 日则全部停课。克莱顿县的学校以及室内外体育赛事均被取消。坎伯兰岛国家海岸和普拉斯基堡国家纪念碑于9月25日关闭，以防飓风来袭。亚特兰大勇士队与纽约大都会队剩余的两场比赛推迟到9月30日进行双打比赛。9月26日，多个地方实施宵禁。埃默里大学将9月26日和27日的课程转移到线上，佐治亚大学则全部取消了课程。风暴来袭前，副总统候选人J·D·万斯取消原定于9月26日在梅肯和弗勞爾里布蘭奇举行的两场竞选活动。

#### 南卡罗来纳州
南卡罗来纳州全域均发布热带风暴警告，州长亨利·麦克马斯特发布全州进入紧急状态的宣言。康加里国家公园因飓风于9月26日至9月27日关闭。此外，萨姆特堡和莫尔特里堡国家历史公园和查尔斯·平克尼国家历史遗址也因风暴临近而关闭。

#### 北卡罗来纳州
北卡罗来纳州西部发布热带风暴警告。州长罗伊·库珀宣布北卡罗来纳州进入紧急状态。峡谷州立公园和米切尔山州立公园均因风暴关闭，藍嶺山行車通道亦关闭。

#### 其他地区
由于飓风残留云系产生的风速至少达到10—35英里每小時（16—56每小時），阵风高达50英里每小時（80每小時），印第安纳州和俄亥俄州部分地区发布烈风警报或风力预警。
亚拉巴马州亨利县和休斯顿县发布飓风警告。东部数个县亦发布热带风暴警告。亚拉巴马州的数个学区停课或提前放学以应对飓风。总统乔·拜登批准该州进入紧急状态。肯塔基州路易斯维尔举行的Louder Than Life音乐节因强风取消周五的演出。
弗吉尼亚州州长格伦·扬金宣布进入紧急状态。弗吉尼亚州第一特遣部队和马里兰州第一特遣部队被指派支援飓风海伦妮的防灾工作。

## 影響

### 洪都拉斯
受飓风海伦来袭前中美洲环流的影响，洪都拉斯遭遇暴雨。戈阿斯科兰河因此导致山谷省和乔卢特卡省附近低洼地区的社区发生洪水，水位超过.48英尺（0.15）。由于风暴造成的全面破坏，乔卢特卡省圣马科斯德科隆宣布进入紧急状态。山谷省阿利安萨埃尔库布莱罗估计有近30所房屋受到影响。由于岸上海浪汹涌，乔卢特卡省沿海城镇马科维亚有120户家庭受到影响，至少有一所房屋被毁。暴雨导致社区与外界隔绝，50人因严重洪灾在埃尔帕拉伊索省避难。

### 墨西哥

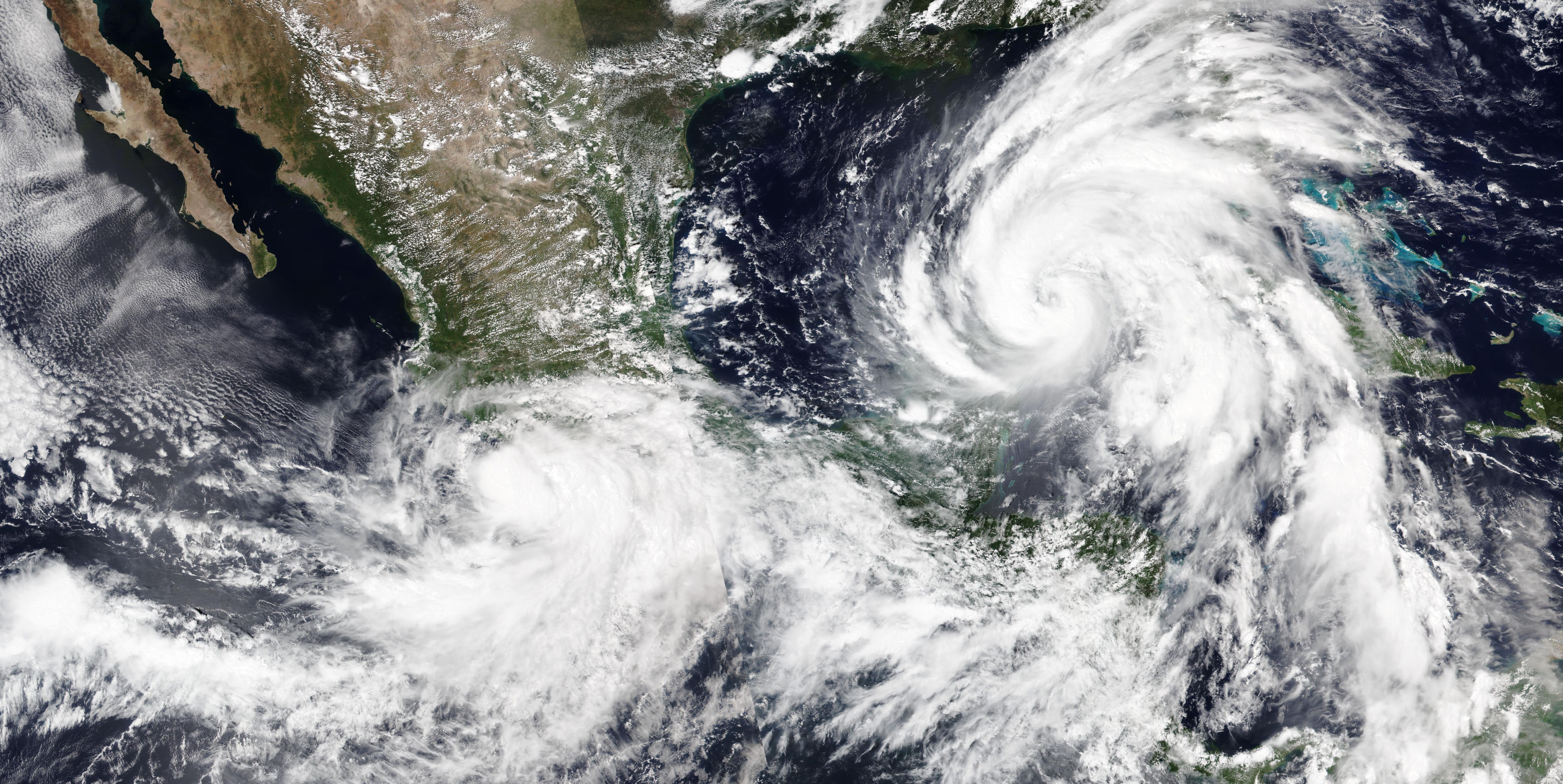
9月25日，2024年飓风约翰袭击墨西哥太平洋沿岸，飓风海伦妮袭击墨西哥湾

在海伦妮的影响下，坎昆周边地区降雨量达到240（9.4英寸）。金塔纳罗奥州有超过12万户（占联邦电力监察委员会所有用户的14%）断电。女人岛大部分地区被洪水淹没。该岛还遭遇高达69英里每小時（111每小時）的阵风。坎昆和科苏梅尔岛海浪汹涌，科苏梅尔的海堤被冲垮，坎昆的海滩侵蚀加剧。科苏梅尔国际机场航班出现延误，坎昆国际机场有近100趟航班取消或延误。梅里达国际机场仅出现轻微延误。受飓风海伦影响最大的航空公司是愉快空中巴士航空、沃拉里斯航空和墨西哥航空。尤卡坦半岛的树木倒塌、屋顶受损。
海伦妮影响期间，坎昆发生煤气爆炸，但墨西哥未造成人员伤亡。

### 加勒比岛屿

#### 开曼群岛
开曼群岛降雨量超过10英寸（250）。9月24日，暴雨和巨浪开始影响开曼群岛。风暴产生的降雨导致14处停电，喬治敦的道路被淹，大开曼岛的118名居民受到影响。政府开始计划购买土地，以协助雨水管理。海伦过境后，9月26日，大开曼岛遭遇5—7英尺（1.5—2.1）的海浪。

#### 古巴
古巴出现强降雨，普雷萨埃拉杜拉的最高降雨量为218.4（8.60英寸），洛斯帕拉西奥斯的最高降雨量为186.8（7.35英寸）。埃斯特角城和青年岛的降雨量为101（4.0英寸），圣地亚哥帕索雷亚尔达78（3.1英寸），比那尔德里奥省达72（2.8英寸），伊莎贝尔鲁比奥省达70（2.8英寸）。比那尔德里奥省24个水库中有17个溢流。埃尔帕伦克由于飓风海伦引起的洪水，道路交通被切断。海伦妮的强风导致向瓜尼托发射机供电的电线发生故障，导致大部分地区，尤其是圣胡安和马丁内斯、瓜内、曼图亚和米納斯德馬塔安布雷停电。青年岛和比那尔德里奥省记录到烈风。比那尔德里奥省约有7万户遭遇停电，阿尔特米萨省另有16万名居民受到影响。
哈瓦那一栋无人居住的建筑物因大雨倒塌，造成一人受伤，并发生两起山体滑坡。强降雨导致库亚瓜特赫河水位迅速上涨，9月26日比那尔德里奥部分地区发生洪灾。玛雅贝克省也发生洪水，主要发生在巴塔瓦诺、南梅萊納和圣尼古拉斯德巴里等市。

### 美国
| 州           | 死亡 (失踪)   | 财产损失（美元） | 参考资料                              |
| ------------ | ------------- | ---------------- | ------------------------------------- |
| 佛罗里达州   | 26            | 超过211亿        | [ 2 ] [ 123 ]                         |
| 佐治亚州     | 33            | 超过68.8亿       | [ 124 ] [ 125 ] [ 126 ]               |
| 南卡罗来纳州 | 51            | 305-475亿        | [ 127 ] [ 128 ]                       |
| 北卡罗来纳州 | 103 (26)      | 超过536亿        | [ 129 ] [ 130 ] [ 131 ]               |
| 田纳西州     | 18            | 13.5亿           | [ 2 ] [ 132 ] [ 133 ] [ 134 ] [ 135 ] |
| 弗吉尼亚州   | 2             | 1.593亿          | [ 2 ] [ 136 ]                         |
| 印第安纳州   | 1             | 未知             | [ 137 ]                               |
| 合计         | 超过234人(26) | 超过1198亿       | [ 138 ]                               |

据再保险经纪公司Gallagher Re初步估计，飓风影响带来的保险损失可能达到30亿至60亿美元；AM Best估计损失超过50亿美元。穆迪分析公司估计，飓风影响带来的损失可能达到200亿至340亿美元。AccuWeather估计，总损失和经济损失可能在2250亿至2500亿美元之间。奥马哈公共电力区称，至少有400万人断电。农业损失估计为70亿美元。由于标准房屋保单不包含洪水保险、保险公司增加了保险限制以及飓风免赔额，预计保险损失将低于最初的估计。
9月27日，位于哈茨菲尔德-杰克逊亚特兰大国际机场的达美航空向受航班取消或延误影响的乘客发放了旅行豁免。他们还预计，由于飓风海伦妮的强度使飞机飞行变得危险，旅行将受到干扰。往返于哈茨菲尔德-杰克逊亚特兰大国际机场的航班有171趟取消，其中大部分来自夏洛特道格拉斯国际机场和奥古斯塔地区机场。有489趟航班延误，其中大部分延误来自坦帕国际机场、奥古斯塔地区机场和杰克逊维尔国际机场。这些航班取消和延误的航空公司包括达美航空、边疆航空、精神航空、西捷航空和许多其他航空公司。
百特国际位于北卡罗来纳州马里昂的一家生产基地因洪水灾害而暂时关闭，该基地生产供应全美60%的无菌静脉注射和肾透析液，供医疗机构使用。生产基地的关闭导致全国各地医院的静脉注射液短缺，并实行定量配给。预计到2024年底，此次停工将导致肠外静脉注射液短缺。

#### 佛罗里达州

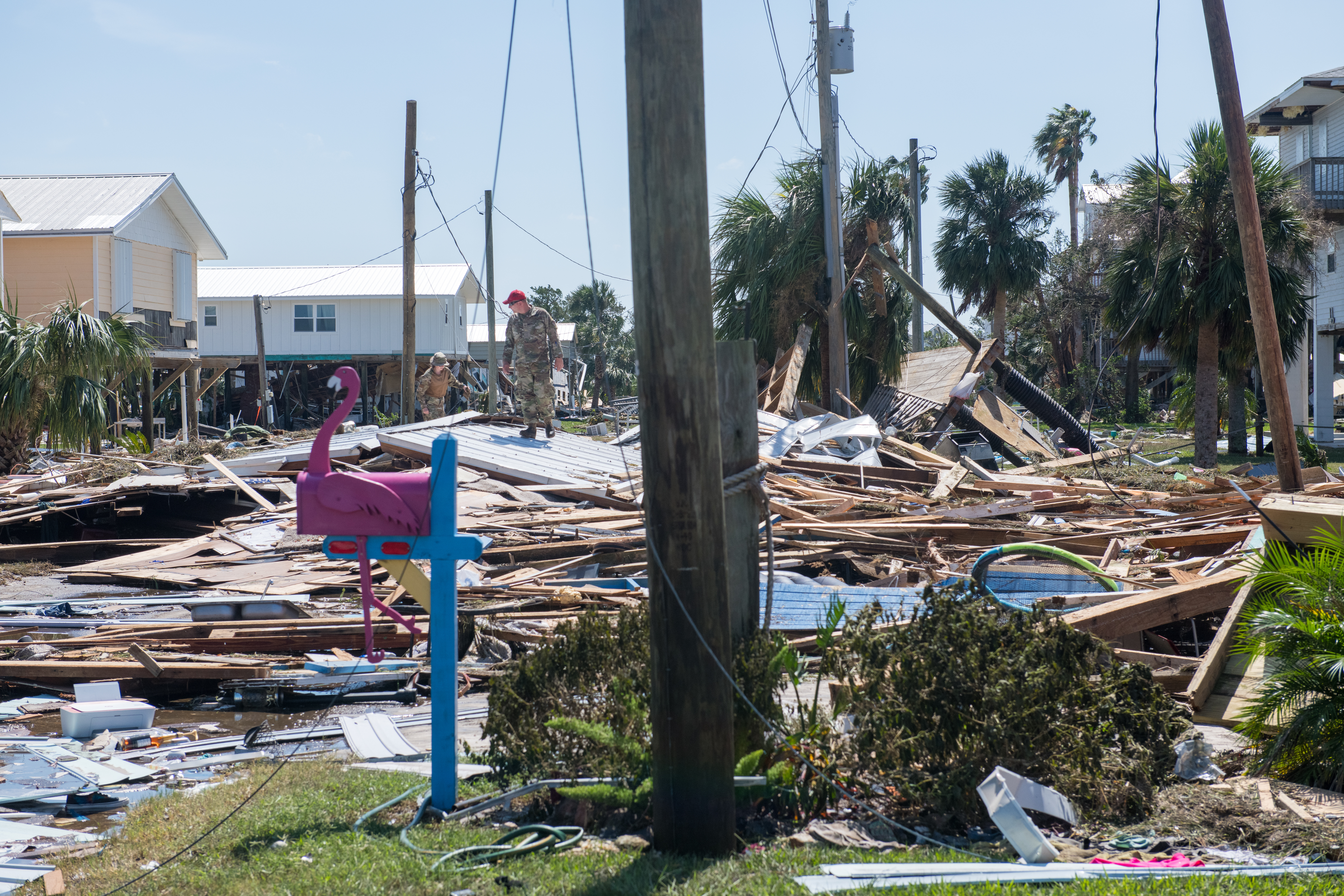
佛罗里达州国民警卫队在飓风海伦妮过后清理基顿海滩的倒塌物体

截至9月26日早晨，坦帕湾区数千人遭遇停电。劳德代尔堡的阵风达到64英里每小時（103每小時），那不勒斯的阵风达到67英里每小時（108每小時）。斯坦哈奇的风暴潮达到9.63英尺（2.94）。基韦斯特遭遇1—3英尺（0.30—0.91）的风暴潮。坦帕的风暴潮达到7.18英尺（2.19）。初步的风暴潮模型发现大弯地区被淹没超过15英尺。全州约有130万人断电。斯坦戈伯纪念大桥因洪水关闭，9月27日科利尔县的所有体育赛事均被取消。
塔拉哈西的多家华夫饼屋和克劳福德维尔的一家华夫饼屋关闭，华夫饼屋指数升至红色，表明餐厅可能遭受严重损坏。奥兰多国际机场仍正常开放，9月26日有65趟航班取消，迈阿密国际机场有92趟航班取消。据报道，为坦帕和奥兰多之间的喷气式飞机供应燃料的佛罗里达中部输油管道在飓风海伦妮期间吸入海水而受损。该管道是奥兰多国际机场新喷气燃料的唯一直接来源；机场转而依靠卡车运输燃料和储备。飓风导致数座国家公园的服务中断，干龟岛国家公园的所有服务因风暴潮而暂停。
佛罗里达州已报告17人死亡，其中皮尼拉斯县至少11人；坦帕有两人死亡，其中4号州际公路上的一块标牌掉入车内造成一人死亡，另一名老年妇女在家中溺亡；迪克西县的一棵树木倒塌房屋造成一人死亡。皮尼拉斯县死亡人数中，有10人溺亡，另有一人因大水冲进房屋后引起电气火灾。泰勒县警长办公室在社交媒体上表示，要求未撤离的居民用永久性记号笔在身上写上其生日和其他重要信息，并将类似信息和其位置通过电子邮件发送给警长办公室，以协助搜救队救助。帕斯科县警长办公室在水上紧急情况下救出约200人。锡特勒斯县遭遇十英尺高的风暴潮袭击，之后有超过100人和50只宠物获救。坦帕湾区累计有超过1,000人获救。
风暴潮过后，克利尔沃特海滩的多栋建筑起火。据泰勒县警长韦恩·帕吉特称，基顿海滩90%的房屋被毁。格尔夫波特至少有24家企业和70栋房屋被毁。马纳提县有230,471栋建筑受到影响，住宅损失估计为3.472亿美元，商业损失达到630万美元，合计损失达3.535亿美元。布雷登顿有194栋住宅和7栋商业建筑遭受严重损坏，损失总额估计为4100万美元。总体而言，马纳提县和萨拉索塔县的损失估计为11亿美元，其中萨拉索塔县的损失为7.557亿美元，该县还有3,137栋建筑受损或被毁。
虽然没有直接影响沃卢西亚县，但海伦妮带来的强风仍然刮倒多棵树木，县内最高风速达到53英里每小時（85每小時）。截至9月27日，该县超过9,000户居民断电。埃奇沃特海马移动房屋公园的一座移动房屋的车棚被风吹倒，一棵树木倒在屋顶上。塞米诺尔县的一棵大树从屋顶上砸进一栋复式住宅，该县仅受到风暴外围带的影响。塞米诺尔县有2,427人断电，而邻近的橙县有4,476名用户断电。阿勃卡当地受外围带影响，一户人家的屋顶被掀翻。
弗拉格勒县马林兰的风速达到63英里每小時（101每小時），为该县阵风最强的地方。9月26日至27日，约有20,000户居民断电。棕榈海岸的一棵树从屋顶上掉落，棕榈滩的一个“小陡坡”遭遇18英寸（460）的局部风暴。

#### 佐治亚州

飓风海伦妮袭击佐治亚州时的雷达图

由于亚特兰大经历了104年来最大的三天降雨量，位于桃树城的国家气象局发布该市有史以来的首次山洪紧急状态。该市48小时内的降雨量达到11.12英寸（282），是该市自1878年开始记录以来48小时内降雨量最多的一次。亚特兰大约有25人因洪水获救。据报道，285号州际公路、85号州际公路、75号州际公路以及亚特兰大周边的许多其他州际公路系统也出现了局部城市洪水。由于桃树溪泛滥，巴克海特发生更严重的洪水，淹没周围的多个公寓大楼。其他洪水发生在亚特兰大都会区周边地区。查特胡奇河在富尔顿县及下游各县的多个地区泛滥，迫使考维塔县开展水上救援。海伦在该州引发三次龙卷风，其中一次在惠勒县造成两人死亡，当时二人已经搬走移动房屋。惠勒县的龙卷风被认定为EF1级，另外两次被认定为EF0级。

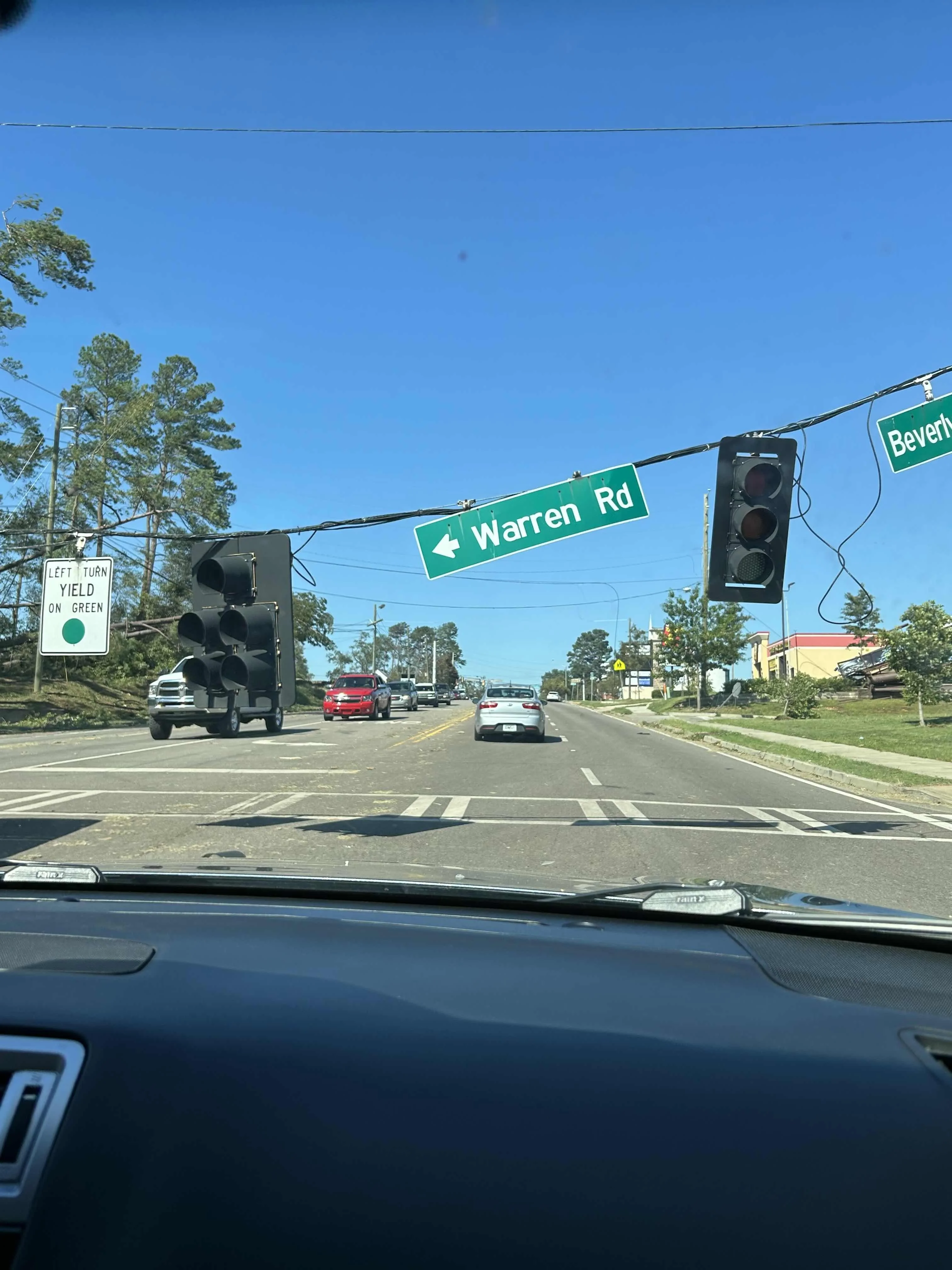
9月30日，奥古斯塔的交通信号灯出现损坏

雷本县官员下令疏散居住在雷本湖水坝下方的居民，此前官员被迫打开第三道水闸，导致多条道路被淹，该县南部社区的居民被困。怀特县和哈伯沙姆县有四所房屋被倒下的树木摧毁，但没有人员受伤的报告。拉本县应急管理部门表示，许多道路因风暴而“无法通行”，大多数居民在9月27日之前尚未供电，他们敦促居民待在家中，以便救援和清理人员不间断地工作。汤斯县的海瓦西河水位超过10英尺（3.0），仅比历史最高水位低1英尺（0.30），牧场和部分露营地被淹，但露营者未能获救。
飓风海伦妮影响期间，由于树木倒塌压倒全州的电线以及强风，该州有超过一百万用户断电。截至9月29日，仍有超过40万人断电。瓦尔多斯塔至少有115栋建筑遭到严重损坏。据州长布莱恩·坎普初步估计，损失为4.17亿美元。该州木材行业遭受12.8亿美元的损失。总体而言，农业损失达到64.6亿美元。
海伦妮对佐治亚州的家禽养殖场造成了严重破坏，107家养殖场受损或彻底毁坏。佐治亚州及其周边地区生产的鸡占全美每年消费的90亿只鸡的近一半，受损养殖场流出的粪便引起了人们对溪流和地下水质量的担忧。
全州均有人员受伤和死亡，包括惠勒县前述龙卷风造成的两人死亡。共有33人因此次风暴而死亡。

#### 北卡罗来纳州

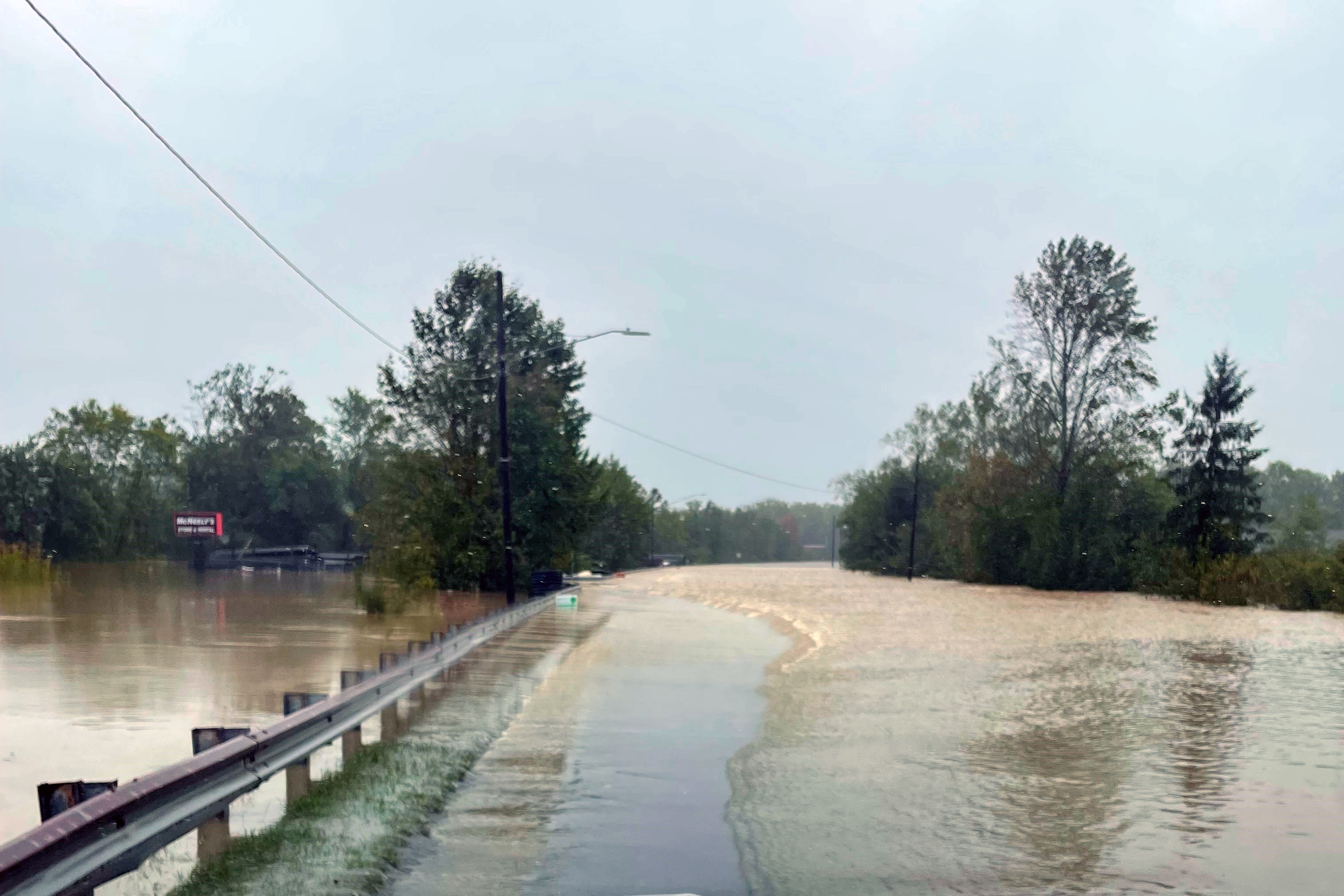
9月27日，北卡罗来纳州亨德森县马丁·路德·金大道（64号美国国道）西段出现洪水

虽然最初飓风海伦妮在北卡罗来纳州造成115人死亡、200多人失踪，其中仅班康县就有至少40人，但后来数字被下调至103人，原因是班康县出现了严重的重复计算和错误分配。海伦妮引发的降雨导致两人在交通事故中丧生，分别是克莱尔蒙特的一名4岁女童和加斯托尼亚的一名58岁男子。该州至少有87.9万名用户断电。在夏洛特，飓风海伦妮带来的大风导致一棵树木倒在民宅上，造成一人死亡，另一人重伤。在溫斯頓-撒冷，大雨和大风导致一棵大树倒在加油站，造成两辆车损坏。由于卢尔湖下游的大坝被水淹没，预计即将溃坝，当地居民被要求撤离。卢尔湖大坝后来接受评估，预计不会立即溃坝，但据报道大坝两侧均受到侵蚀，结构支撑受损。卢尔湖镇的一名妇女和她的狗被困在河岸边一栋倒塌的房屋中，之后被获救。海伦妮在该州引发八次龙卷风。其中包括一次短暂但强烈的低端EF3级龙卷风，袭击羅基芒特的北侧，造成14座建筑物损坏，15人受伤，其中4人伤势严重。其他五次龙卷风被认定为EF1级，其余两次被认定为EF0级。
北卡罗来纳州西部的黑山地区受灾最为严重。斯旺诺阿的居民还报告称，截至9月29日，搜救人员尚未抵达他们所在的位置，导致一些没有做好应对洪水程度准备的居民没有食物或饮用水。国家气象局的数据显示，烟囱岩上游地区的降雨量超过19英寸（480），导致洪水毁灭性地摧毁一半的村庄，包括布罗德河附近村庄南侧的一半企业。埃尔金市中心被亚德金河的洪水严重损毁。卡托巴河将摩根顿淹没，导致数千名居民断电。卡托巴河希科利湖的牛津大坝出现溢洪道的情况。该州西部有400多条道路被关闭，超过200人从洪水中获救。

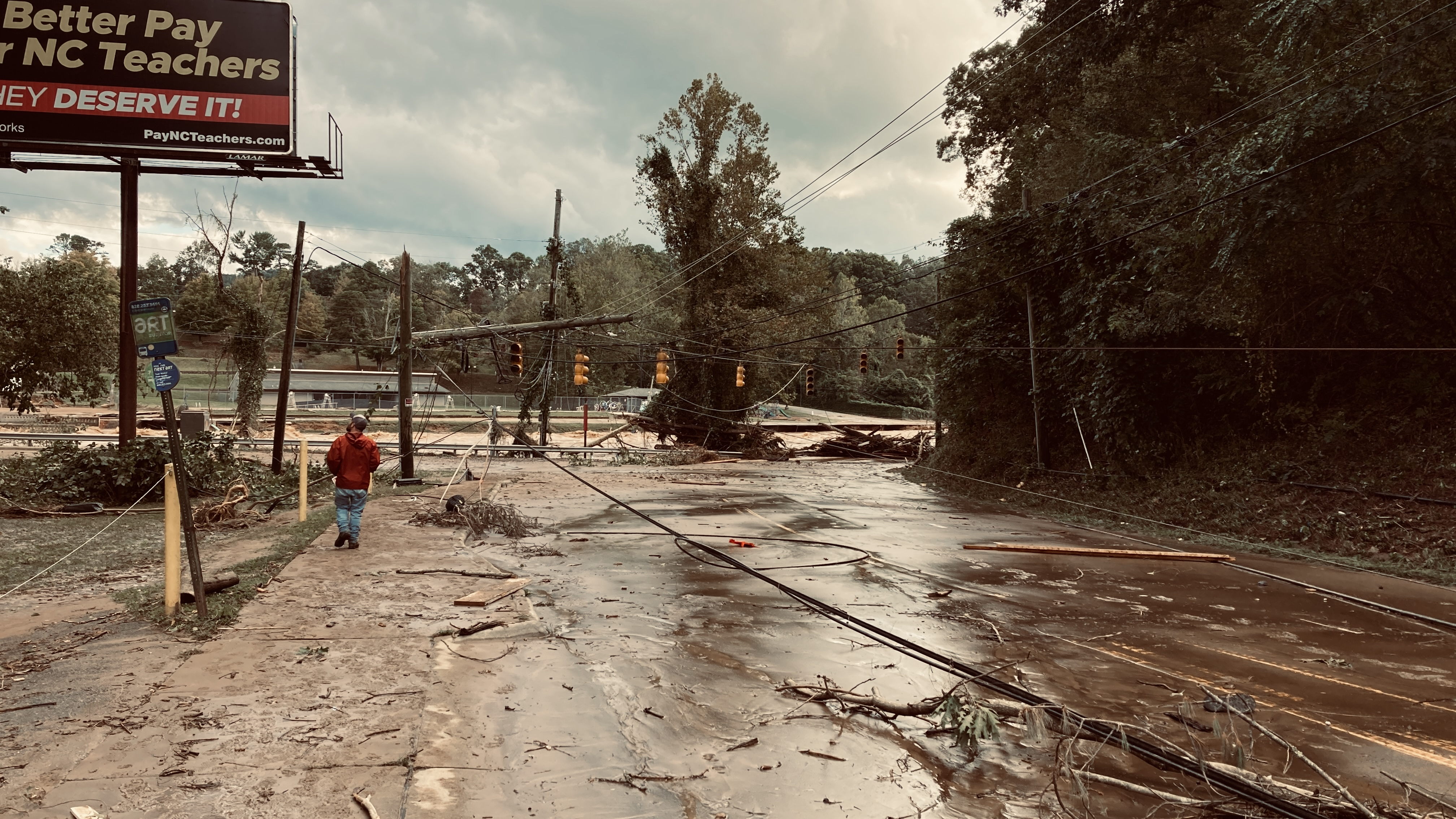
阿什维尔斯旺纳诺阿河路和阿扎利亚路交叉口因飓风海伦而遭受破坏

阿什维尔由于城内遭受的破坏宣布宵禁。该市打破了两天降雨量的最高纪录，降雨量达到9.87英寸（251）。阿什维尔警察局报告称，他们已逮捕因抢劫而被捕的人员。法兰西布罗德河的最高水位达到24.67英尺（7.52），斯旺诺阿河的最高水位达到26.1英尺（8.0），均高于1916年洪水创下的历史最高水位。几乎整个比尔特莫村和河滨艺术区都被洪水淹没。由于断电和手机服务中断，该市大部分地区交流被中断。阿什维尔周围的山体滑坡导致26号州际公路和40号州际公路部分路段坍塌或被冲毁，受影响的道路被迫关闭。9 月27日至28日，通过26号州际公路前往阿什维尔的交通被切断。强风和暴雨导致整个沃托加縣出现洪水、天坑和停电，布恩也实施宵禁。
阿巴拉契亚州立大学对阵自由大学的足球比赛因洪水取消，并未重新安排。皮吉恩河的泥石流和洪水冲毁了北卡罗来纳州和田纳西州边界的一段40号州际公路，迫使公路再次关闭。坎顿的皮吉恩河水位上涨至25英尺（7.6）以上，高于2004年的飓风弗朗西丝和2021年的热带风暴弗雷德。布西克降雨总量达到30.78英寸（782）。北卡罗来纳大学阿什维尔分校取消截至10月9日的所有课程（后来延长至10月28日），阿巴拉契亚州立大学的布恩和希科利分校也取消了截至10月11日的所有课程，西卡罗来纳大学也取消了截至10月4日的所有课程。沃伦·威尔逊学院和蓝岭社区学院宣布将关闭至少一周。位于阿什维尔的寄宿学校阿什维尔学校疏散学生，并宣布校园将关闭至10月14日。位于阿登的圣公会男生寄宿学校基督学校并未疏散，校园一直断电到10月9日。学校六天后才恢复上课。
北卡罗来纳州交通部在其网站上发表声明，北卡罗来纳州西部的所有道路均应视为关闭。位于班纳埃尔克的李斯麦克雷学院疏散校园。截至9月29日，所有学生在北卡罗来纳州国民警卫队的协助下成功撤离。
风暴过后，网上出现了多篇非特定的帖子，使用反犹太言论并威胁对联邦紧急事务管理局官员施暴。其中一名联邦援助工作人员因此在拉瑟福縣短暂暂停或重新安置其工作。一名44岁的北卡罗来纳州男子后来因在卢瑟福县事件中被发现携带手枪和步枪在风暴救灾现场的超市内被捕并受到指控。
飓风海伦妮在北卡罗来纳州西部造成的灾难性洪水和破坏可能造成至少530亿美元的损失和恢复需求，创下历史新高。预算办公室表示，此次风暴及其后果造成1,400起山体滑坡，160多个供水和下水道系统、至少6,000英里（9,700）的道路、1,000多座桥梁和涵洞以及约12.6万所房屋出现损坏。预计约有22万户家庭将申请联邦援助。

#### 南卡罗来纳州

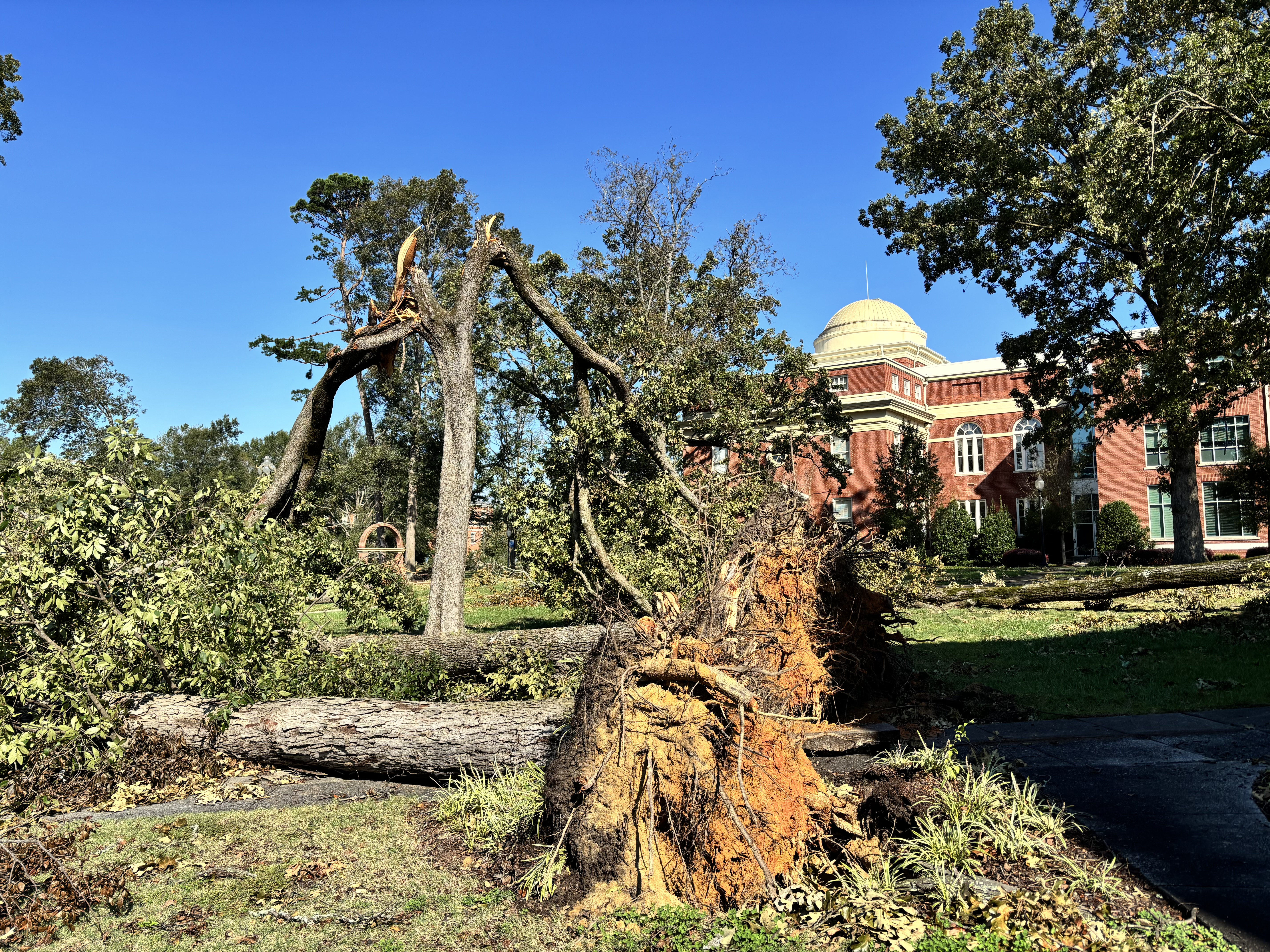
南卡罗来纳州克林顿长老会学院校园内被连根拔起和损坏的树木

南卡罗来纳州共有36人死亡，其中斯帕坦堡县和格林维尔县各有六人，艾肯县和安德森县各有四人，劳伦斯县三人，纽贝里县两人，切斯特菲尔德县一人，萨卢达县三人，格林伍德县一人。南卡罗来纳州有超过130万户居民断电，是受海伦妮影响最多的州，有数个县几乎完全断电。艾肯和安德森的阵风达到72英里每小時（116每小時），博福特达到75英里每小時（121每小時）。该州降雨量最大的是洛基博特姆，为21.66英寸（550）。海伦在该州引发21次弱龙卷风，其中五次被认定为EF1级，一次被认定为EFU级，其余15次被认定为EF0级。
克莱姆森大学决定在9月28日举办与斯坦福大学的返校足球赛，该场比赛吸引80,295名球迷观赛，其中大多数是外地人。而当时周边的上州，包括附近的克莱姆森和中央镇，正面临大面积停电和天然气短缺，此举在网上引起强烈抗议。尾随者给本已稀缺的供应品带来了沉重的压力，例如天然气、为数不多的仍在营业的当地餐馆的热食，以及居民在断电时防止食物变质所需的冰块。之后在9月28日，克莱姆森大学宣布将开放部分供电设施，并向社区免费提供食物、饮料、冰块、充电站和淋浴，供风暴过后需要休息的成员使用。然而，许多人批评大学未有及早应对。克莱姆森大学宣布将于9月30日星期一停课，批评声不断，这似乎与早先该地区恢复程度足以举办比赛的说法相矛盾。
南卡罗来纳州一家工厂化农场因停电损失4.5万只鸡。受飓风海伦妮影响，东南部地区可能还有数百万只鸡死亡，而美国近一半的肉鸡都是在东南部养殖的。

#### 田纳西州
位于田纳西州欧文的尤尼科伊县医院几乎完全被淹没后，直升机机组在弗吉尼亚州警察局的协助下从医院救出58人。欧文市横跨诺利查基河的23号美国国道、26号州际公路和19W号美国国道的部分桥梁被彻底冲毁。由于该地区天气恶劣，纳什维尔掠夺者队与坦帕湾闪电队的季前赛推迟到10月7日。9月27日，纳什维尔创下了单日降雨量记录。莫里斯敦的多棵树木倒塌，导致全市电线杆断裂。斯巴达的阵风风速达到44英里每小時（71每小時）。纽波特皮吉恩河水位上涨至洪水水位的三倍多，创下26英尺（7.9）的新纪录，淹没部分城镇和附近的40号州际公路。截至2024年10月1日，田纳西州东北部仍有85人失踪。
9月28日清晨，田納西河谷管理局公用事业公司对诺利查基大坝发出红色警报，称大坝即将溃坝，当地政府也发出疏散命令。然而在同日上午晚些时候，有报道称诺利查基河的水位正在下降。田纳西河谷管理局正在调查大坝，以确定下一步措施。诺利查基大坝东北12英里（19）处的金瑟桥是107号田纳西州州道的一部分，通常高出诺利查基河60英尺（18），但在洪水漫过桥梁后倒塌。共有五座州立桥梁被毁。9月28日，欧文警察局的警犬斯科蒂在邦帕斯湾社区发生洪水时失踪，随后被发现死亡。欧文市Impact Plastics工厂的六名员工被洪水困住，其中一名工人幸存。死者家属称，直到洪水淹没通往工厂的道路、工厂断电后，工人们才被告知可以离开。Impact Plastics发布声明，对工人的死亡表示同情，并表示员工没有因离开工厂而受到解雇威胁。田纳西州调查局正在调查此事。
风暴过后，四个州立公园完全关闭，其中豹溪州立公园的步道关闭，七岛州立观鸟公园的步道和船坡道均关闭。飓风海伦妮在田纳西州造成的农业和林业损失总计13.51亿美元。

#### 弗吉尼亚州
弗吉尼亚州克雷格县的一棵树木倒在建筑物上造成一人死亡。塔兹韦尔县有一人在清理废墟的过程中被倒下的树木砸中身亡。格雷森高地的降雨量达到12.2英寸（310），而加拉克斯在72小时内的降雨量约为8.6英寸（220）。在纽河谷，海伦妮的洪水泛滥到拉德福德大学以北。大马士革的洪水高达19.5英尺（5.9米）。

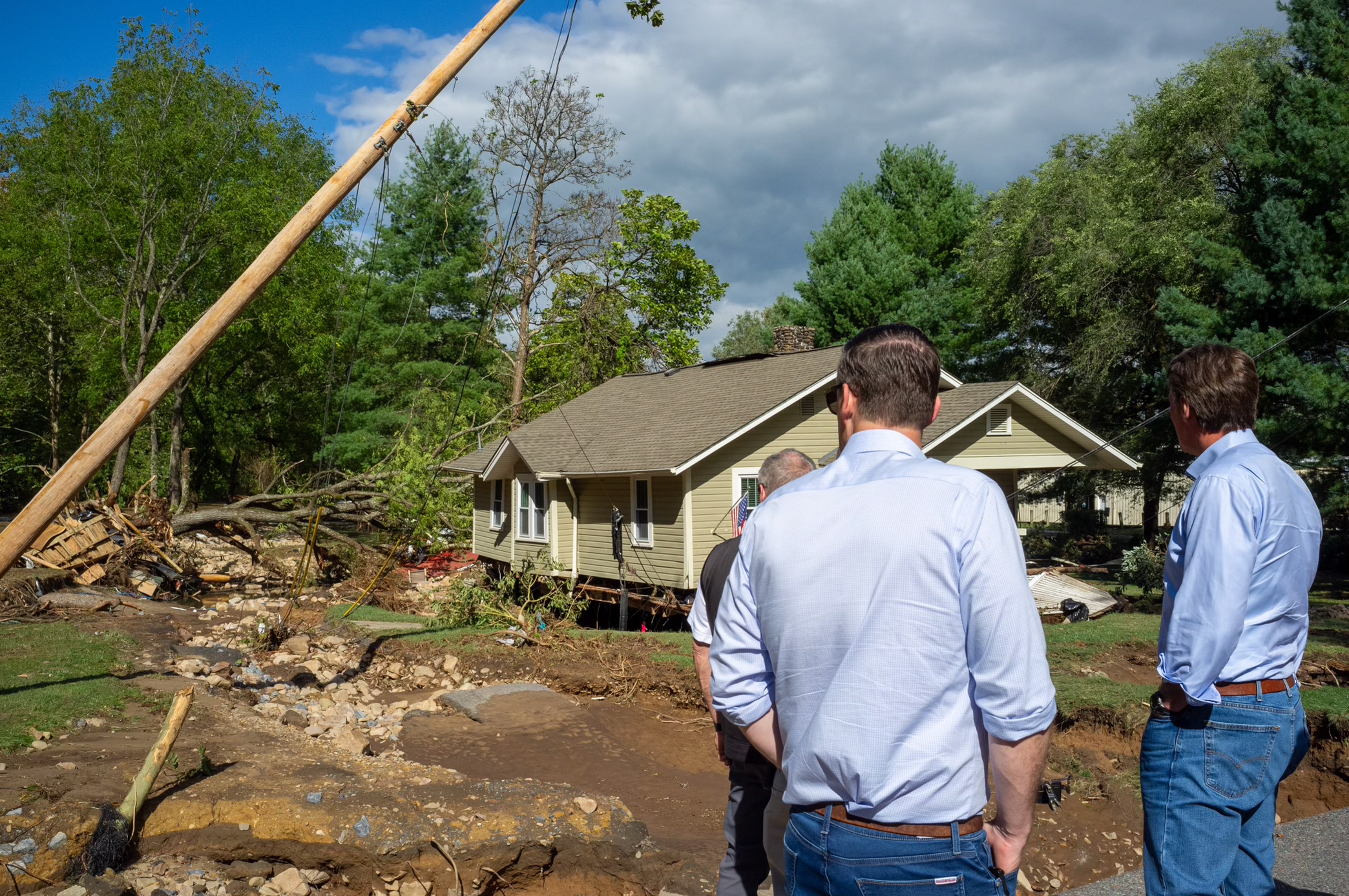
弗吉尼亚州州长格伦·扬金在风暴过后视察大马士革的受灾情况

该州共组织70多次水上救援行动，弗吉尼亚州国民警卫队从直升机上垂降，并从汽车中救出人员。阿尔伯马尔县的一条道路被冲毁。麦迪逊县的670号州道和格林县的637号州道遭受严重破坏。克莱托湖将遭受严重污染，官员指出他们的团队在水坝后面发现了丙烷罐和漂浮的汽车。在珀拉斯凯县，初步估计显示45户家庭受到严重影响。与此同时，贾尔斯县超过35栋建筑被毁。格雷森县独立城外山腰上的21号美国国道大部分被毁，而58号美国国道和弗吉尼亚爬行者小径被摧毁，需要重建通往大马士革的路段。华盛顿县泰勒斯谷的两座桥梁被毁后，通往该社区的通道被切断。拉德福市的纽河水位达到31.03英尺（9.46米），仅次于1940年8月14日受到当年飓风残留云系影响的的35.96英尺（10.96米）水位。一场EF1级龙卷风在贝德福德县造成了轻微破坏，而一场EF2级龙卷风在皮茨尔瓦尼亚县造成一人受伤，30栋建筑受损，一栋移动房屋被毁。另一场EF1级龙卷风还刮倒基林附近的树木。该州有19万居民受到停电影响。
风暴过后，9个州立公园和4个保护区因飓风海伦妮造成的破坏而关闭。此外，谢南多厄国家公园的一些步道也被关闭。整个蓝岭公园大道也已关闭，但弗吉尼亚州段的大部分路段已于10月11日重新开放。弗吉尼亚州遭受1.593亿美元的农业损失。

#### 其他地区
肯塔基州拉魯縣在海伦妮的影响下出现暴雨，降雨量高达3.61英寸（92）。列克星敦的日降雨量打破纪录。摩根县阵风超过60英里每小時（97每小時）。肯塔基州有近22万户用户断电。位于杰萨曼县的埃奇伍德浸信会教堂的尖塔被吹倒。列克星敦有超过11万户用户断电。
西弗吉尼亚州出现强降雨。布鲁菲尔德水位上涨，连根倒下的树木令多条道路阻塞。费耶特县部分地区树木倒塌。默瑟县有超过2万户用户因海伦妮而断电。由于连续两场东海岸客场比赛，丹佛野马队正在格林布赖尔度假村训练。由于强降雨天气，训练改在室内网球场举行。海伦妮带来的降雨对该州带来有益影响，缓解了该州自2024年8月以来的持续干旱状况。亨廷顿记录到70英里每小時（110每小時）的阵风；这是该站有记录以来第二高的阵风。
在伊利诺伊州，海伦妮的残留云系产生暴雨和强风，导致数千次停电。密歇根湖的浪高达10英尺（3.0）。伊利诺伊州南部部分地区因风暴降雨量超过6英寸（150），导致俄亥俄河水位在风暴过后跃升15英尺（4.6）。由于当月早些时候缺雨导致干旱，该地区的降雨在很大程度上带来有益影响。印第安纳州发生约10万次停电，阵风高达68英里每小時（109每小時）。该州降雨量最高的是弗农山，为4.89英寸（124）；印第安纳波利斯市中心的降雨量为2.02英寸（51）；该州南部地区降雨量更大。格里芬附近有一棵树倒塌，造成一人死亡。
俄亥俄州有超过12万户居民断电。据估计，由于意外的强降雨，赛欧托县有1,000户家庭遭受损失，数小时内降雨量达到7英寸（180）。截至2024年9月30日，已提交400份损失报告。辛辛那提降雨总量达到2.05英寸（52）。该州阵风达到67英里每小時（108每小時）。
阿拉巴马州有超过3,000户用户断电。杰尼瓦县和休斯顿县的局部地区降雨量达6—8英寸（150—200）。不过，最后一刻的风向东移减轻了整个州的影响。
在东北部地区，尤其是纽约州和新泽西州，来自海伦妮残余云系的东北象限少量湿气与冷锋相汇，在三州地区形成降水。当地降雨量总体较小并伴有微风。海伦妮对该地区的影响，将是该地区在11月历史性干旱期之前最后一次有纪录的降水。

## 善后

### 救灾工作
| 1                      | 卡特里娜 | 2005 | $1250億 |
| 2                      | 哈維     | 2017 | $1250億 |
| 3                      | 伊恩     | 2022 | $1130億 |
| 4                      | 瑪麗亞   | 2017 | $900億  |
| 5                      | 海倫妮   | 2024 | $879億  |
| 6                      | 米爾頓   | 2024 | $850億  |
| 7                      | 艾達     | 2021 | $750億  |
| 8                      | 桑迪     | 2012 | $650億  |
| 9                      | 艾瑪     | 2017 | $521億  |
| 10                     | 艾克     | 2008 | $300億  |
| 来源：美国国家飓风中心 |          |      |         |

飓风海伦妮是美国墨西哥湾沿岸直径最大的飓风之一。虽然规模大并不意味着强度大（此数据基于持续风力测量的结果），但它可能意味着更多的人会面临风暴的危害。

2024年9月28日，奥马哈公共电力区派遣互助队前往西弗吉尼亚州，协助在海伦妮过后恢复电力，这是2024年互助队遭遇的第三场灾难。加利福尼亚州向受灾地区派出151名搜救人员。联邦紧急事务管理局派出搜救队，为队员配备瓶装水和星链终端。此外，肯塔基州东部的追风者向北卡罗来纳州西部的风暴受害者捐赠30台星链终端。SpaceX表示，他们总共通过各种渠道捐赠大约500台终端。美国红十字会和救世军等非营利组织开始在许多受灾地区部署紧急灾难服务队。康涅狄格州国民警卫队第169航空团第1营的一个部队被派往北卡罗来纳州协助救灾工作。
驮骡被用来进入北卡罗来纳州其他方式无法进入的地区。空投行动和卡罗来纳紧急反应小组帮助部署志愿私人直升机飞行员，协助救援工作。
截至10月1日，白宫通过新闻稿报告称，联邦紧急事务管理局已发放了650万升水和710万份餐食。世界中央厨房将向飓风影响地区部署食品卡车，向受影响的多个州提供超过6.4万份餐食。当地一家Mellow Mushroom的老板将向阿什维尔居民赠送价值5,000美元的免费披萨。10月9日，以色列驻美国东南部总领事阿纳特·苏丹-达顿向南卡罗来纳州北奥古斯塔社区捐赠应急物资。国际非营利组织SmartAID还与北卡罗来纳州和佛罗里达州的社区协调，为受飓风海伦影响的地区提供有限的电力和通信系统。
10月1日，西弗吉尼亚州州长吉姆·贾斯蒂斯宣布默瑟县进入紧急状态，西弗吉尼亚州紧急事务管理部得以实施紧急行动计划，迅速调动人员、资源和基本紧急服务。贾斯蒂斯在谈到紧急声明时表示，“这将使我们能够加快实地响应速度，并在推进恢复工作的同时获得联邦援助”。
美国国家橄榄球联盟通过NFL基金会与亚特兰大猎鹰队、卡罗莱纳黑豹队、休斯敦德州人队和坦帕湾海盗队合作，为救灾工作捐款800万美元。坦帕湾海盗队和亚特兰大猎鹰队的四分卫贝克·梅菲尔德和柯克·卡曾斯均捐赠5万美元。美国职业棒球大联盟球队纽约洋基队通过纽约洋基基金会向美国红十字会救灾工作捐赠125万美元。坦帕湾光芒队和美國足球冠軍聯賽队坦帕湾暴徒队承诺为当地救灾工作捐赠100万美元。国家冰球联盟球队卡羅來納颶風队捐出10月2日对阵纳什维尔掠夺者队的比赛门票收入，总计23.5万美元。除了捐赠门票收入外，该队还举行了商品拍卖会和球员见面会，为救灾工作筹集了总计超过30万美元，而坦帕湾闪电队则与费尔曼汽车公司合作为救灾工作捐赠300万美元。NBA球队夏洛特黄蜂队向美国红十字会和梅特罗利纳第二丰收食物银行承诺捐赠100万美元。多莉·帕顿宣布她将为救灾工作捐赠200万美元，其中100万美元为个人捐赠，另外100万美元通过所属各企业和多莉坞基金会捐赠。泰勒·斯威夫特向喂养美国组织为海伦妮和米尔顿所做的救灾工作捐赠500万美元。惟海伦妮登陆后不到两周，米尔顿在佛罗里达州再次受到影响。
由于救援工作，灾区上空的空中交通量激增，仅北卡罗来纳州西部的空中交通量增加300%。美国联邦航空管理局和北卡罗来纳州交通部航空部门发布警告和限制措施，以防止发生空中事故，例如对无人机发布临时飞行限制、实施事先许可请求线路、设立临时空域协调区、制定标准用途的陆军飞机航线，以及部署临时空中交通管制塔。上述限制措施是在9月28日北卡罗来纳州上空报告约30次空中险情以及至少两起私人飞机试图投放物资的事件之后发布的，其中一架飞机的起落架在降落到希科里地区机场前未能展开，导致跑道暂时关闭，另一架飞机起火。
10月4日，埃隆·马斯克在X上的一篇帖子中表示，联邦紧急事务管理局不允许SpaceX人员将星链终端运送到受飓风海伦妮影响的地区，并且空域已被关闭。约一小时后，美国交通部长皮特·布蒂吉格在X上回应马斯克，否认了他的说法，称“联邦航空管理局不会阻止合法的救援和恢复飞行”，并表示愿意通过电话讨论任何潜在问题。马斯克随后在社交媒体上发帖称已经与布蒂吉格交流过，并感谢他与自己交流，随后评论说布蒂吉格已经解决这一问题。
佛罗里达州州长罗恩·德桑蒂斯于10月5日发布一项行政命令，要求受海伦妮影响的所有县内的垃圾处理站和垃圾填埋场在情况恶化之前全天候开放，以帮助在飓风米尔顿登陆该州之前快速清除垃圾。该命令还将负责清除垃圾的佛罗里达州国民警卫队人数从800人增加到4,000人，以试图防止垃圾在米尔顿预计登陆前成为危险点。
10月9日，米尔顿以三级飓风的形式在坦帕湾区南部的午休礁附近登陆，为希尔斯伯勒县带来16英寸（410 mm）的降雨。洪水和其他毁坏对该地区的海伦飓风清理工作造成不利影响。作为回应，坦帕湾区的非营利组织扩大救援工作。此外，联邦政府还向该州提供额外的灾难援助，以补充受米尔顿影响地区的恢复工作。
飓风米尔顿加剧了飓风海伦妮的影响，导致佛罗里达州创伤弧菌病例增加。飓风海伦妮登陆之前的9月，佛罗里达州报告6例病例；到月底，这一数字上升到24例。截至10月18日，全州确诊病例为38例，相当于飓风前2024年的病例总数。

### 政治影响
由於是次颶風災情發生於臨近2024年美國總統選舉，因此是次災情被高度政治化，其成為了大量陰謀論和錯誤資訊傳播的溫床。媒体报道称，此次飓风灾情将影响选情走势。
共和党总统候选人唐纳德·特朗普和其他共和党政客批评拜登总统周末前往特拉华州里霍博斯比奇访问，而不是前往白宫指挥联邦救援行动。拜登反驳了有关他没有协助指挥联邦灾难响应的说法，并表示他一直在电话中指挥。拜登还表示，他可能不得不要求国会返回华盛顿特区，批准联邦政府对海伦妮响应的补充资金。拜登承诺于10月2日访问罗利的紧急行动中心，之后开始空中巡视阿什维尔，最后“尽快”访问佐治亚州和佛罗里达州。民主党总统候选人、副总统卡玛拉·哈里斯也承诺尽快“到达现场”，而不会中断紧急响应行动。9月30日，哈里斯登上空军二号前往安德鲁斯联合基地，到访华盛顿特区的联邦紧急事务管理局总部，听取有关支援飓风海伦妮后紧急响应和恢复工作的简报。
联邦紧急事务管理局局长迪安·克里斯韦尔在回答记者关于气候变化与飓风严重程度之间关系的问题时，她表示，气候变化使风暴变得更加严重。后来，有记者问拜登总统飓风造成的破坏是否应归咎于气候变化时，他表示：“绝对、肯定、毫无疑问，是的，是的，是的，是的。”
9月30日，共和党总统候选人唐纳德·特朗普访问佐治亚州瓦尔多斯塔，并声称佐治亚州共和党州长布莱恩·坎普“很难让总统（乔·拜登）接电话。联邦政府没有回应。”拜登回应说特朗普在“撒谎”，因为拜登说他已经和坎普交谈过。联邦政府“正在尽一切可能”，而坎普说拜登“昨天下午（9月29日）刚给我打过电话——我错过了他的电话，于是马上就给他回了电话……（拜登）只是说，‘嘿，你需要什么？’我告诉他，‘你知道，我们已经得到了我们需要的东西，我们将通过联邦程序开展工作。’他提出，如果我们还有其他需要，可以直接给他打电话，我很感激。但自从风暴来袭前一两天，联邦紧急事务管理局已经在我们这里驻扎。”特朗普还在其社交媒体平台真实社交上声称，联邦政府和北卡罗来纳州州长罗伊·库珀“不遗余力地不帮助共和党地区的民众”，但没有提供证据。
10月1日，北卡罗来纳州、南卡罗来纳州、乔治亚州、佛罗里达州、田纳西州和弗吉尼亚州的美国参议员致信参议院领导层，敦促他们采取行动帮助各州，即使这意味着秋季休会提前结束。然而在一天后，众议院议长迈克·约翰逊表示，议员们不会提前返回，他说，“我们甚至不可能在11月回来之前准备好请求”，因为对灾难的成本存在不确定性，而且“没有必要”返回。国土安全部部长亚历杭德罗·马约卡斯表示，高昂的救援工作将耗费联邦紧急事务管理局该年度的大部分资金，该机构将无法为另一场重大灾难做好准备。同日，北卡罗来纳州副州长马克·罗宾逊在推特上声称拜登告诉记者，受风暴影响的北卡罗来纳州人“没有更多物资”。当被要求提供该言论的证据时，记者们看到了一段拜登9月29日的视频片段，当时拜登在回答有关是否会提供任何额外物资的问题，拜登表示“不，我们已经预先计划了大量（资源），尽管他们还没有要求。”

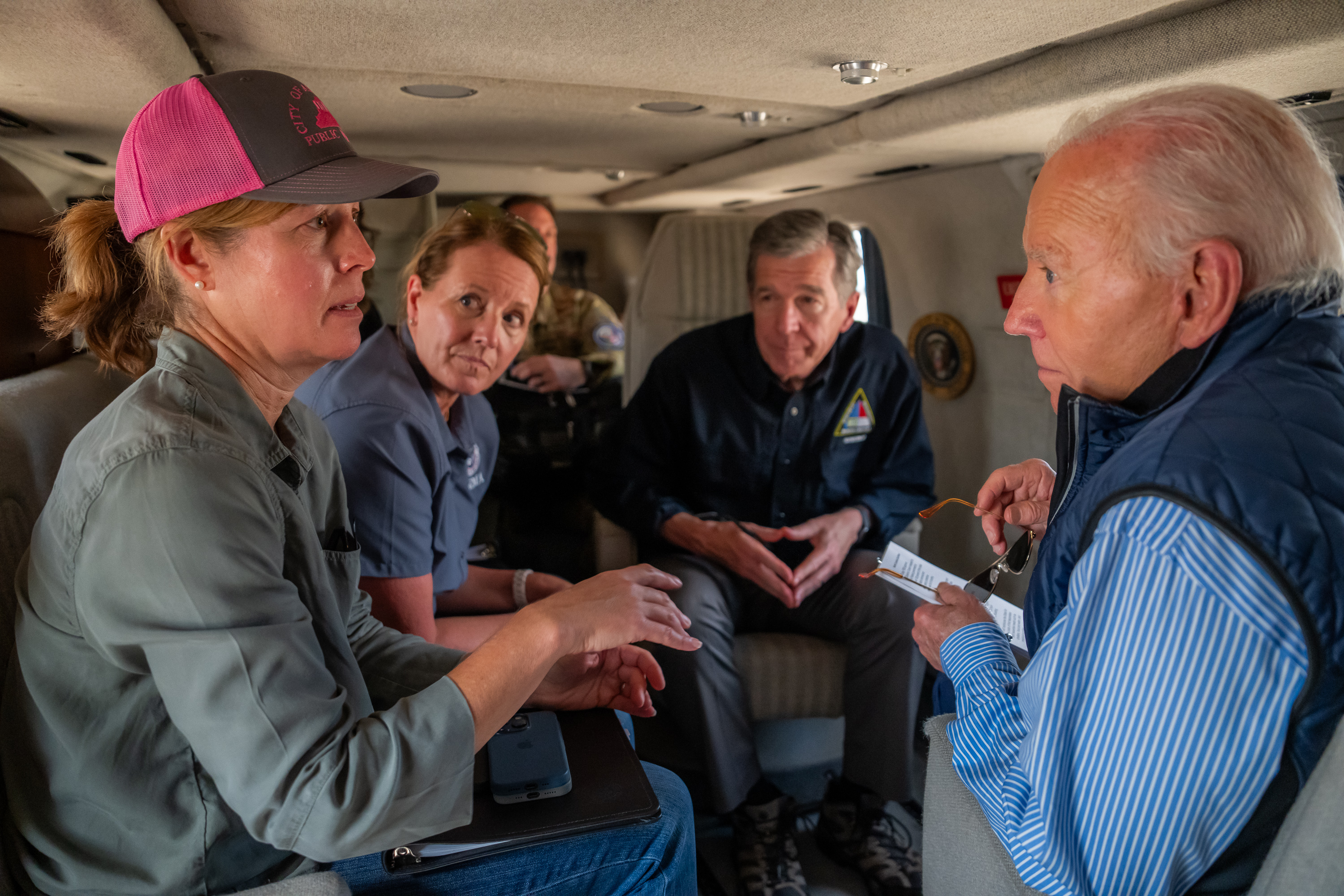
（从左到右）2024年10月2日，阿什维尔市长埃丝特·曼海默、联邦紧急事务管理局局长迪安·克里斯韦尔、北卡罗来纳州州长罗伊·库珀和总统乔·拜登乘坐海军陆战队一号在空中巡视飓风海伦妮造成的破坏时发表讲话

10月2日，总统拜登乘坐空军一号飞往格林维尔-斯帕坦堡国际机场，与参议员林赛·格雷厄姆和州长亨利·麦克马斯特等南卡罗来纳州官员会面，讨论联邦政府对该州有关飓风海伦妮的应对措施，然后登上海军陆战队一号前往北卡罗来纳州，开始对阿什维尔和卢尔湖的空中巡视。与拜登同行的还有北卡罗来纳州州长罗伊·库珀、阿什维尔市长埃丝特·曼海默、联邦紧急事务管理局局长迪安·克里斯韦尔和国土安全顾问伊丽莎白·舍伍德-兰德尔。据亚历杭德罗·马约卡斯的话说，此次巡视是从空中通过海军陆战队一号进行的，不妨碍地面的紧急响应。拜登还命令国防部部署多达1,000名现役军人协助救援工作。拜登访问后，格雷厄姆在新闻发布会上表示，拜登需要干预港口罢工，因为此事可能会危及卡罗来纳两州的救援工作。麦克马斯特表示，他和格雷厄姆还建议拜登在访问期间也介入罢工。副总统卡马拉·哈里斯到佐治亚州奥古斯塔访问，并与受海伦妮影响的居民进行了交谈。哈里斯会见奥古斯塔居民及分发物资，谈论到正在进行的救援工作，并感谢奥古斯塔市长加内特·约翰逊等当地和州政府官员。哈里斯还访问了红十字会救济中心，听取当地官员关于情况的简报。
10月3日，拜登乘坐空军一号飞往塔拉哈西国际机场，随后在前往佩里的途中，他又乘坐海军陆战队一号在受灾地区进行了另一次空中巡视。拜登随车队从佩里出发前往基顿海滩，随后受到参议员里克·斯科特和其他当地官员的会见。拜登与一对房屋被风暴潮摧毁的夫妇交谈，并与当地应急管理官员讨论了风暴的影响，然后返回佩里，登上海军陆战队一号，飞往佐治亚州的穆迪空军基地。拜登从穆迪空军基地出发前往雷城西南的希洛山核桃农场，他说是时候放下“狂热的党派之争”来帮助人们获得救济。农业部部长汤姆·维尔萨克陪同拜登参观农场，并谈到了帮助农民恢复的联邦计划。同样是在10月3日，众议员玛乔丽·泰勒·格林在网上发布了一张显示许多共和党倾向地区受到飓风海伦影响的地图，并表示“飓风破坏可能会影响选举”，然后又表示：“是的，他们可以控制天气……如果有人撒谎说这是不可能的，那真是太荒谬了。”这句话的确切含义尚未得到证实。
同日，特朗普错误地指责拜登政府将联邦紧急事务管理局用于救灾的资金“花在了非法移民身上”，形容“偷了联邦紧急事务管理局的钱，就像从银行偷钱一样”；次日，他再次提出这一指控，而拜登政府声称共和黨人是在散播「赤裸謊言」，“利用颶風海倫撒謊和分裂國人”，「所有領袖不分政治理念，均應停止傳播這種『毒藥』」。联邦紧急事务管理局表示，该局有国会批准的单独救灾资金和移民资金；《華盛頓郵報》事實查核发现，“使用救災資金安置移民”的說法是錯誤的。
2025年1月24日，特朗普第二次就职后访问北卡罗来纳州，与官员和居民会面。特朗普表示，他计划签署一项行政命令，开始改革和整顿联邦紧急事务管理局，甚至可能完全取消该机构。在弗莱彻期间，特朗普建议各州政府处理本州发生的灾难。

## 除名
由于“海伦妮”对南北卡罗来纳州及美国东南部其他地区造成破坏，世界气象组织于2025年4月2日在飓风委员会会议上宣布，“海伦妮”将不再用于大西洋飓风的名称，同时被“霍莉”（Holly）取代，霍莉计划于2030年飓风季继续使用。